# Arcidiocesi di Santiago del Cile

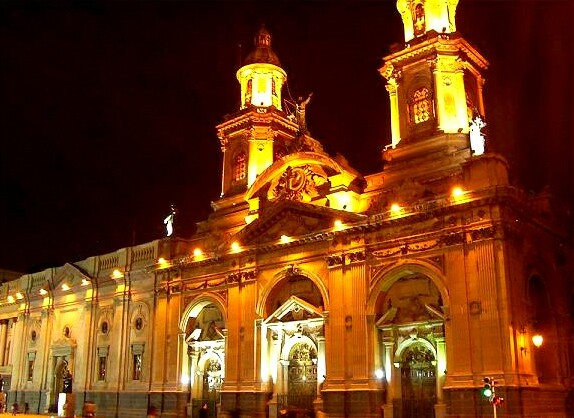
Vista notturna della cattedrale

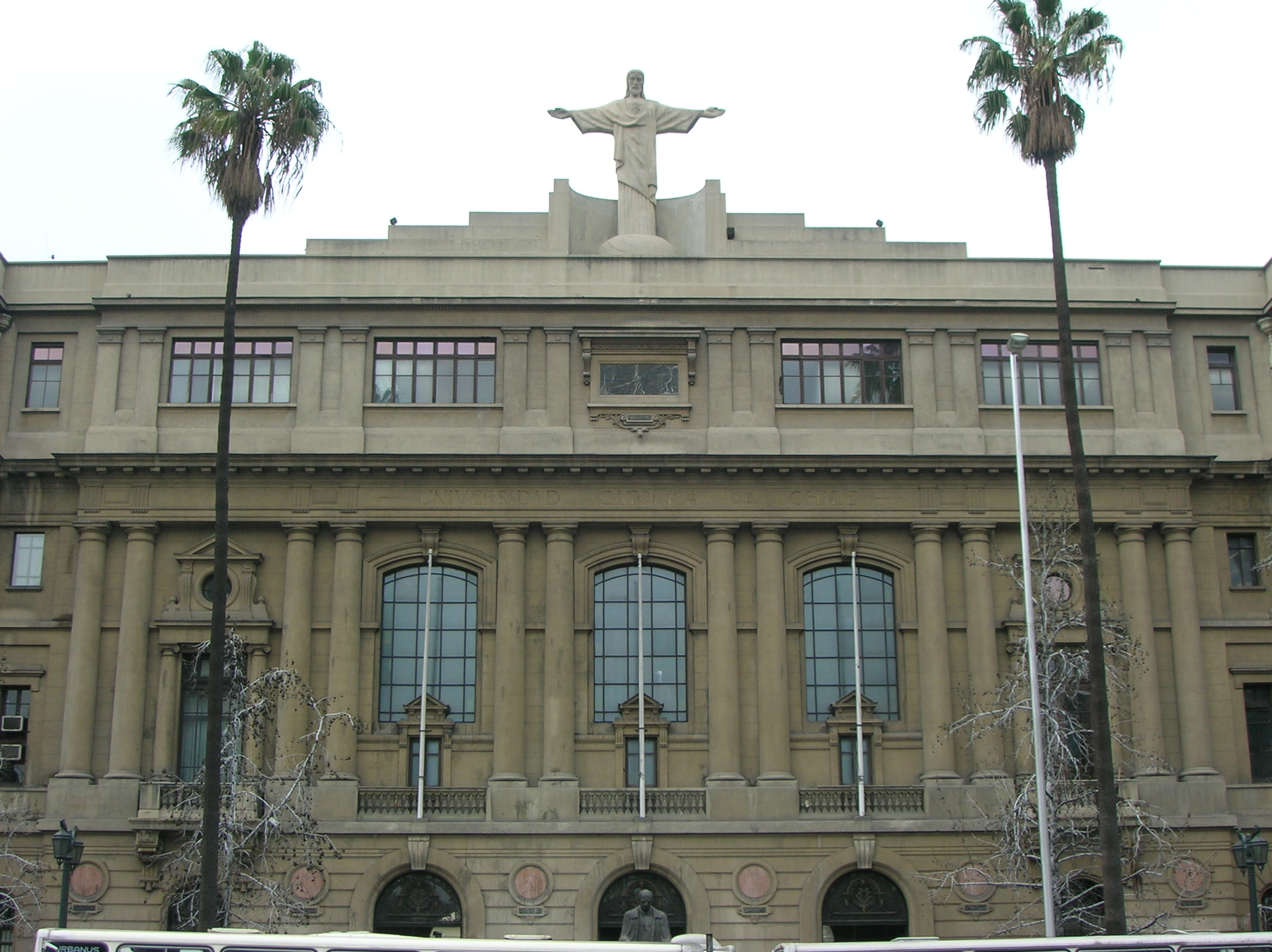
La sede centrale della Pontificia Università Cattolica del Cile

L'arcidiocesi di Santiago del Cile (in latino Archidioecesis Sancti Iacobi in Chile) è una sede metropolitana della Chiesa cattolica in Cile. Nel 2023 contava 4.309.700 battezzati su 6.324.825 abitanti. È retta dall'arcivescovo cardinale Fernando Natalio Chomalí Garib.

## Territorio
L'arcidiocesi comprende 36 comuni della Regione Metropolitana di Santiago, Cile: Colina, Til-til, Lampa, Quilicura, Huechuraba, Renca, Conchalí, Independencia, Recoleta, Lo Barnechea, Vitacura, Las Condes, Providencia, La Reina, Ñuñoa, Macul, Peñalolén, La Florida, Puente Alto, San Ramón, La Cisterna, La Granja, Lo Espejo, San Miguel, San Joaquín, Pedro Aguirre Cerda, Santiago, Cerrillos, Maipú, Estación Central, Pudahuel, Lo Prado, Quinta Normal, Cerro Navia e parti dei comuni La Pintana ed El Bosque.
Sede arcivescovile è la città di Santiago del Cile, dove si trova la cattedrale di San Giacomo.
Il territorio si estende su 9.121 km² ed è suddiviso in 215 parrocchie.

### Basiliche minori
- Cattedrale metropolitana di San Giacomo, Santiago
- Basilica di Nostra Signora della Mercede, Santiago
- Basilica di Nostra Signora del Perpetuo Soccorso, Santiago
- Basilica del Cuore Immacolato di Maria, Santiago
- Basilica di Nostra Signora del Carmine - Santuario Nazionale di Maipú, Maipú
- Basilica di Nostra Signora di Lourdes, Santiago
- Basilica del Salvatore, Santiago

### Provincia ecclesiastica
La provincia ecclesiastica di Santiago del Cile, istituita nel 1840, comprende le seguenti suffraganee:
- Diocesi di Linares,
- diocesi di Melipilla,
- diocesi di Rancagua,
- diocesi di San Bernardo,
- Diocesi di San Felipe,
- diocesi di Talca,
- diocesi di Valparaíso.

## Storia
La diocesi di Santiago del Cile fu eretta il 27 giugno 1561 con la bolla Super specula di papa Pio IV, ricavandone il territorio dalla diocesi di La Plata o Charcas (oggi arcidiocesi di Sucre) e dall'arcidiocesi di Lima, di cui era originariamente suffraganea.
Il 22 marzo 1564 e il 10 maggio 1570 cedette porzioni del suo territorio a vantaggio dell'erezione delle diocesi di La Imperial (oggi arcidiocesi di Concepción) e di Tucumán (oggi arcidiocesi di Córdoba).
Il vescovo Diego de Medellín fu il primo organizzatore della diocesi, che suddivise in 4 parrocchie e in 26 missioni per gli indios. Nel 1584 istituì il seminario vescovile e due anni dopo celebrò il primo sinodo diocesano.
Nel 1745 si iniziò la costruzione dell'attuale cattedrale, che fu terminata prima della fine del secolo durante l'episcopato di Manuel de Alday.
Il XIX secolo vide gravi turbamenti politici successivi all'indipendenza cilena; il clero era diviso fra sostenitori della monarchia spagnola e indipendentisti. Dopo il 1810 si assistette di fatto ad un arresto dell'evangelizzazione. Il vescovo José Santiago Rodríguez Zorrilla, eletto nel 1815, era inviso all'autorità civile e fu esiliato due volte. Alla sua morte nel 1832 la diocesi poté avere un nuovo pastore, Manuel Vicuña Larraín, che ristabilì il seminario che era stato chiuso negli anni precedenti. Lo stesso vescovo fonderà il giornale La Revista Católica, con cui sosterrà le pretese del governo cileno di mantenere il patronato sulle diocesi cilene, conservando il diritto di presentazione dei vescovi che precedentemente era stato concesso ai re di Spagna.
Il 21 maggio 1840 la diocesi è stata elevata al rango di arcidiocesi metropolitana da papa Gregorio XVI con la bolla Beneficentissimo Divinae Providentiae.
Successivamente ha ceduto a più riprese altre porzioni di territorio a vantaggio dell'erezione di nuove circoscrizione ecclesiastiche:
- la diocesi di La Serena (oggi arcidiocesi) il 1º luglio 1840;
- la missione sui iuris  di Valparaíso (oggi diocesi) il 2 novembre 1872;
- la missione sui iuris  di Talca (oggi diocesi) nel 1913;
- le diocesi di Rancagua e di San Felipe il 18 ottobre 1925;
- la diocesi di San Bernardo il 13 luglio 1987;
- la diocesi di Melipilla il 4 aprile 1991.

Frattanto, il 21 giugno 1880 era stata fondata l'Università Cattolica, che è tuttora una delle università più importanti del paese.
L'8 febbraio 1889 si ampliò con l'isola di Pasqua, appartenuta fino a quel momento al vicariato apostolico di Tahiti (oggi arcidiocesi di Papeete).
Il 26 aprile 1908 fu eretto il Santuario dell'Immacolata Concezione sulla collina di San Cristóbal. Nello stesso anno successe sulla cattedra arcivescovile Juan Ignacio González Eyzaguirre, che prestò attenzione alle problematiche sociali degli operai, seguendo l'enciclica Rerum Novarum di papa Leone XIII. Nel 1915 consacrò l'arcidiocesi al Sacro Cuore di Gesù.
Nel 1950 la Santa Sede concesse all'arcivescovo di Santiago José María Caro Rodríguez il titolo personale di primate del Cile.
Il 18 giugno 1970 in virtù del decreto Maiori Christifidelium della Congregazione per i vescovi ha acquisito il dipartimento di Maipo, che era appartenuto alla diocesi di Rancagua.

## Cronotassi dei vescovi
Si omettono i periodi di sede vacante non superiori ai 2 anni o non storicamente accertati.
- Rodrigo González de Marmolejo † (27 giugno 1561 - settembre 1564 deceduto)
  - Sede vacante (1564-1566)
- Fernando de Barrionuevo, O.F.M. † (15 novembre 1566 - 26 luglio 1571 deceduto)
  - Sede vacante (1571-1574)
- Diego de Medellín, O.F.M. † (18 giugno 1574 - novembre 1592 deceduto)
  - Sede vacante (1592-1596)
- Pedro de Azuaga, O.F.M.Obs. † (29 gennaio 1596 - novembre 1597 deceduto)
  - Sede vacante (1597-1600)
- Juan Pérez de Espinosa, O.F.M.Obs. † (12 maggio 1600 - 22 giugno 1622 dimesso)
- Francisco González de Salcedo Castro † (11 luglio 1622 - 10 agosto 1634 deceduto)
  - Sede vacante (1634-1637)
- Gaspar de Villarroel, O.S.A. † (20 aprile 1637 - 11 dicembre 1651 nominato vescovo di Arequipa)
- Diego de Zambrana de Villalobos † (17 marzo 1653 - 13 novembre 1653 deceduto)
  - Sede vacante (1653-1660)
- Diego de Humanzoro, O.F.M.Obs. † (26 gennaio 1660 - 29 maggio 1676 deceduto)
- Bernardo de Carrasco y Saavedra, O.P. † (14 marzo 1678 - 19 luglio 1694 nominato vescovo di La Paz)
- Francisco de la Puebla González † (8 novembre 1694 - 20 gennaio 1704 deceduto)
- Luis Francisco Romero † (26 gennaio 1705 - 12 luglio 1717 nominato vescovo di Quito)
- Alejo Fernando de Rojas y Acevedo † (10 gennaio 1718 - 30 agosto 1723 nominato vescovo di La Paz)
- Alonso del Pozo y Silva † (22 novembre 1723 - 24 luglio 1730 nominato arcivescovo di La Plata o Charcas)
- José Manuel de Sarricolea y Olea † (24 luglio 1730 - 5 maggio 1734 nominato vescovo di Cusco)
- Juan Bravo del Rivero y Correa † (9 luglio 1734 - 28 gennaio 1743 nominato vescovo di Arequipa)
- Juan González Melgarejo † (28 gennaio 1743 - 26 novembre 1753 nominato vescovo di Arequipa)
- Manuel de Alday y Axpée † (26 novembre 1753 - 19 febbraio 1788 deceduto)
- Blas Sobrino y Minayo † (15 dicembre 1788 - 12 settembre 1794 nominato vescovo di Trujillo)
- Francisco José Marán † (12 settembre 1794 - 10 febbraio 1807 deceduto)
  - Sede vacante (1807-1815)
- José Santiago Rodríguez Zorrilla † (15 marzo 1815 - 5 aprile 1832 deceduto)
- Manuel Vicuña Larraín † (2 luglio 1832[9] - 3 maggio 1843 deceduto)
  - Sede vacante (1843-1847)
- Rafael Valentín Valdivieso y Zañartu † (4 ottobre 1847 - 8 giugno 1878 deceduto)
  - Sede vacante (1878-1886)
- Mariano Jaime Casanova y Casanova † (3 dicembre 1886 - 16 maggio 1908 deceduto)
- Juan Ignacio González Eyzaguirre † (8 agosto 1908 - 9 giugno 1918 deceduto)
- Crescente José Errázuriz Valdivieso † (30 dicembre 1918 - 5 giugno 1931 deceduto)
- José Horacio Campillo Infante † (11 agosto 1931 - 29 luglio 1939 dimesso[10])
- José María Caro Rodríguez † (28 agosto 1939 - 4 dicembre 1958 deceduto)
  - Sede vacante (1958-1961)[11]
- Raúl Silva Henríquez, S.D.B. † (14 maggio 1961 - 3 maggio 1983 ritirato)
- Juan Francisco Fresno Larraín † (3 maggio 1983 - 30 marzo 1990 ritirato)
- Carlos Oviedo Cavada, O. de M. † (30 marzo 1990 - 16 febbraio 1998 dimesso)
- Francisco Javier Errázuriz Ossa, P. di Schönstatt (24 aprile 1998 - 15 dicembre 2010 ritirato)
- Ricardo Ezzati Andrello, S.D.B. (15 dicembre 2010 - 23 marzo 2019 ritirato)
- Celestino Aós Braco, O.F.M.Cap. (27 dicembre 2019 - 25 ottobre 2023 ritirato)[12]
- Fernando Natalio Chomalí Garib, dal 25 ottobre 2023

## Statistiche
L'arcidiocesi nel 2023 su una popolazione di 6.324.825 persone contava 4.309.700battezzati, corrispondenti al 68,1% del totale.
| anno | popolazione | popolazione | popolazione | presbiteri | presbiteri | presbiteri | presbiteri                | diaconi | religiosi | religiosi | parrocchie |
| anno | battezzati  | totale      | %           | numero     | secolari   | regolari   | battezzati per presbitero | diaconi | uomini    | donne     | parrocchie |
| ---- | ----------- | ----------- | ----------- | ---------- | ---------- | ---------- | ------------------------- | ------- | --------- | --------- | ---------- |
| 1950 | 1.450.000   | 1.620.000   | 89,5        | 629        | 236        | 393        | 2.305                     |         | 740       | 1.500     | 115        |
| 1966 | 1.720.413   | 2.347.215   | 73,3        | 1.046      | 328        | 718        | 1.644                     |         | 960       | 2.590     | 177        |
| 1970 | 3.078.000   | 3.684.000   | 83,6        | 1.094      | 404        | 690        | 2.813                     |         | 1.071     | 2.840     | 188        |
| 1976 | 3.400.000   | 3.946.704   | 86,1        | 908        | 258        | 650        | 3.744                     | 36      | 1.006     | 2.000     | 204        |
| 1980 | 3.419.000   | 4.361.000   | 78,4        | 841        | 246        | 595        | 4.065                     | 63      | 1.049     | 2.250     | 202        |
| 1990 | 3.234.000   | 4.497.000   | 71,9        | 1.433      | 265        | 1.168      | 2.256                     | 70      | 1.876     | 4.066     | 202        |
| 1999 | 3.709.951   | 5.013.448   | 74,0        | 829        | 276        | 553        | 4.475                     | 138     | 1.314     | 2.785     | 197        |
| 2000 | 3.716.941   | 5.083.704   | 73,1        | 825        | 265        | 560        | 4.505                     | 145     | 1.174     | 2.203     | 197        |
| 2001 | 3.813.246   | 5.153.039   | 74,0        | 728        | 278        | 450        | 5.237                     | 156     | 906       | 2.952     | 200        |
| 2002 | 3.862.207   | 5.219.199   | 74,0        | 799        | 292        | 507        | 4.833                     | 166     | 1.085     | 2.924     | 199        |
| 2003 | 3.910.281   | 5.284.164   | 74,0        | 821        | 285        | 536        | 4.762                     | 176     | 1.080     | 2.395     | 199        |
| 2004 | 3.559.081   | 5.128.359   | 69,4        | 818        | 274        | 544        | 4.350                     | 193     | 1.093     | 2.578     | 202        |
| 2010 | 4.059.000   | 5.848.000   | 69,4        | 847        | 277        | 570        | 4.792                     | 312     | 1.019     | 1.808     | 209        |
| 2014 | 4.205.000   | 6.290.000   | 66,9        | 877        | 250        | 627        | 4.794                     | 339     | 1.255     | 1.854     | 213        |
| 2016 | 4.254.000   | 6.358.210   | 66,9        | 862        | 250        | 612        | 4.935                     | 385     | 1.081     | 1.951     | 212        |
| 2017 | 4.255.000   | 6.360.000   | 66,9        | 767        | 250        | 517        | 5.547                     | 385     | 899       | 983       | 212        |
| 2020 | 4.162.700   | 6.104.413   | 68,2        | 480        | 230        | 250        | 8.672                     | 390     | 513       | 547       | 218        |
| 2022 | 4.284.000   | 6.283.000   | 68,2        | 465        | 216        | 249        | 9.212                     | 379     | 531       | 547       | 215        |
| 2023 | 4.309.700   | 6.324.825   | 68,1        | 607        | 211        | 396        | 7.100                     | 399     | 721       | 841       | 215        |

## Galleria d'immagini

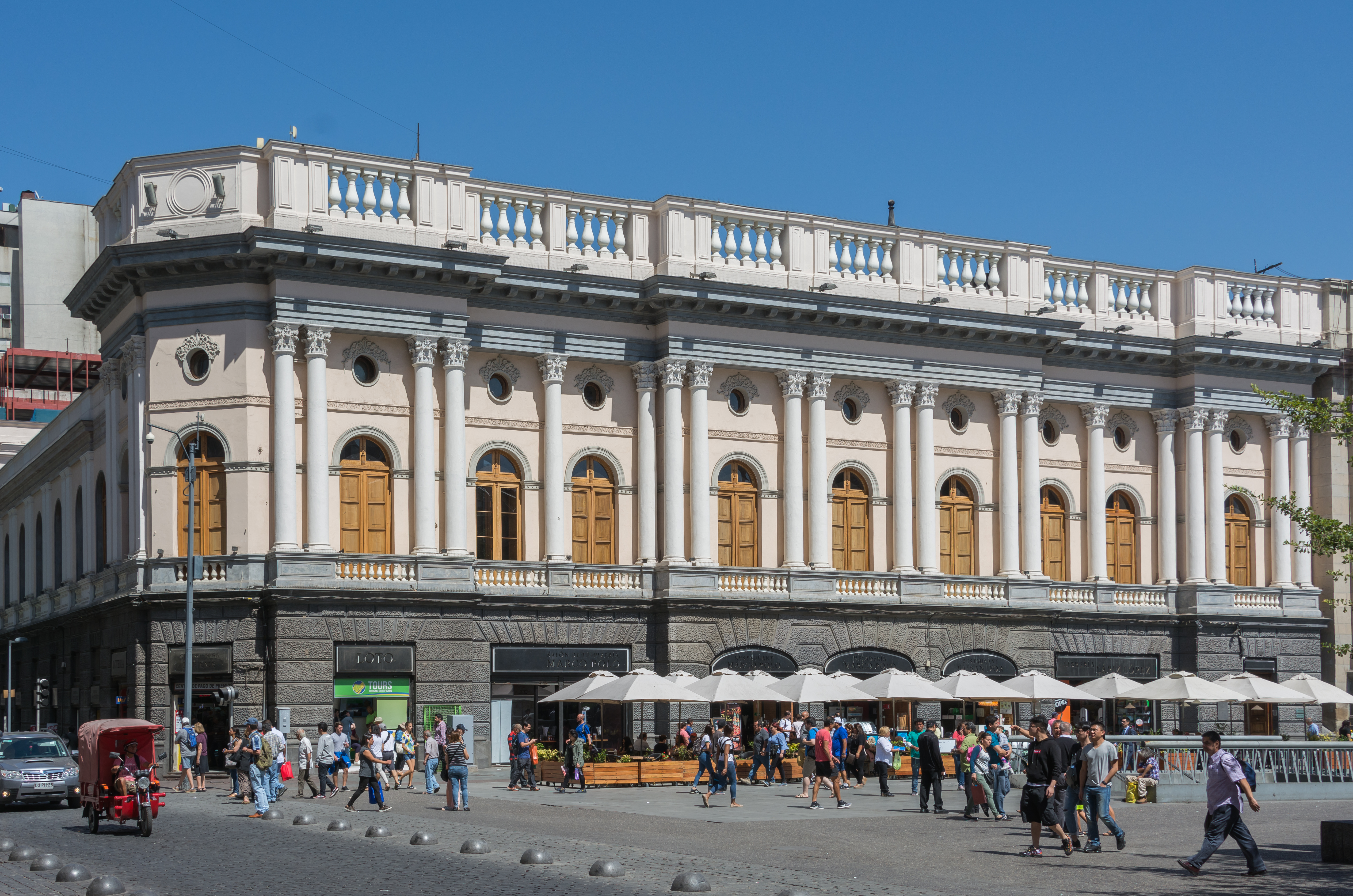
Palazzo arcivescovile
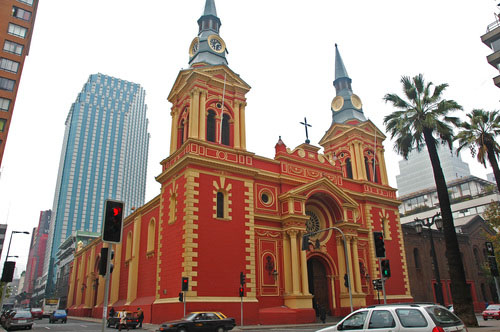
Basilica di Nostra Signora della Mercede, Santiago
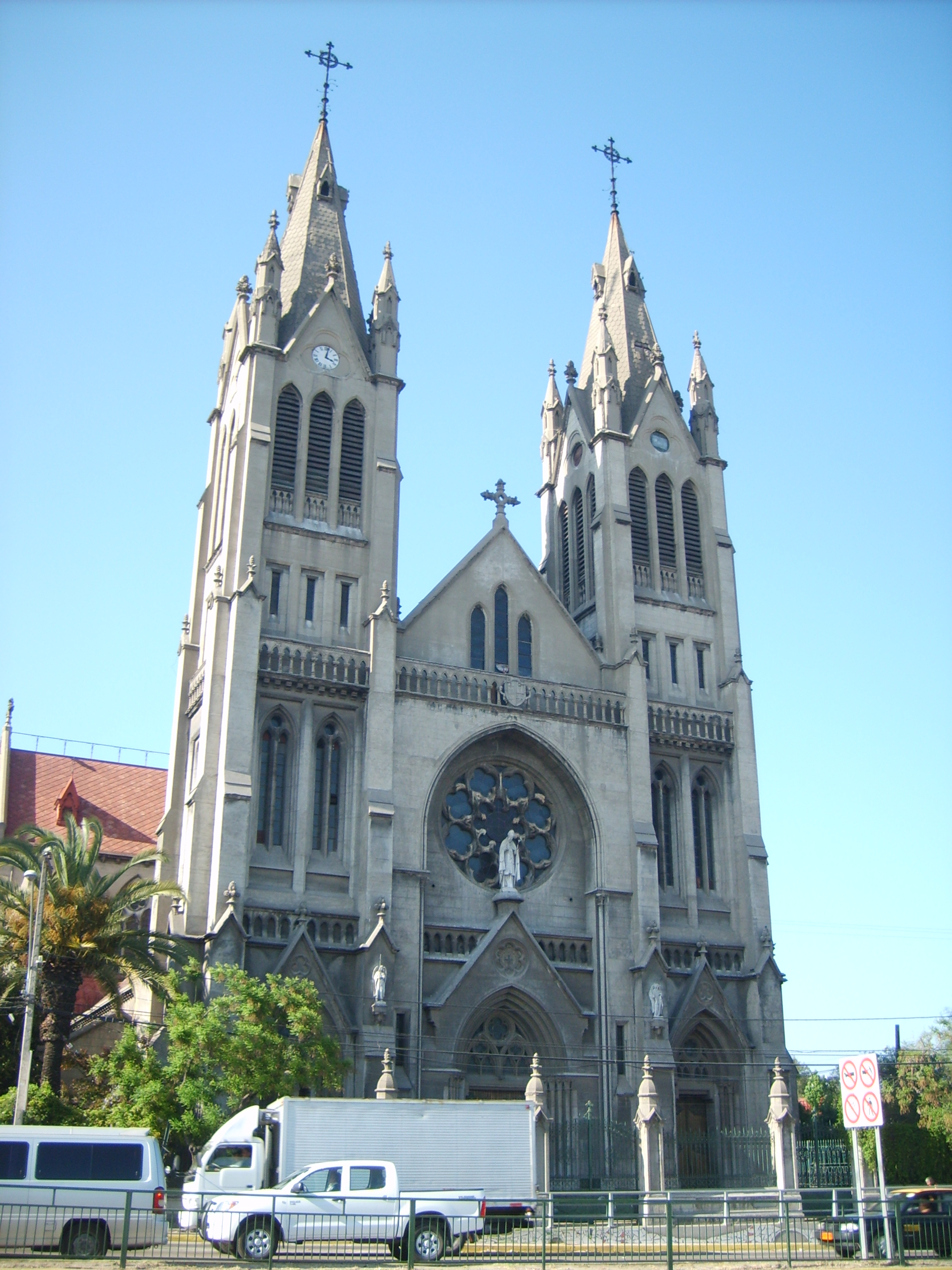
Basilica di Nostra Signora del Perpetuo Soccorso, Santiago
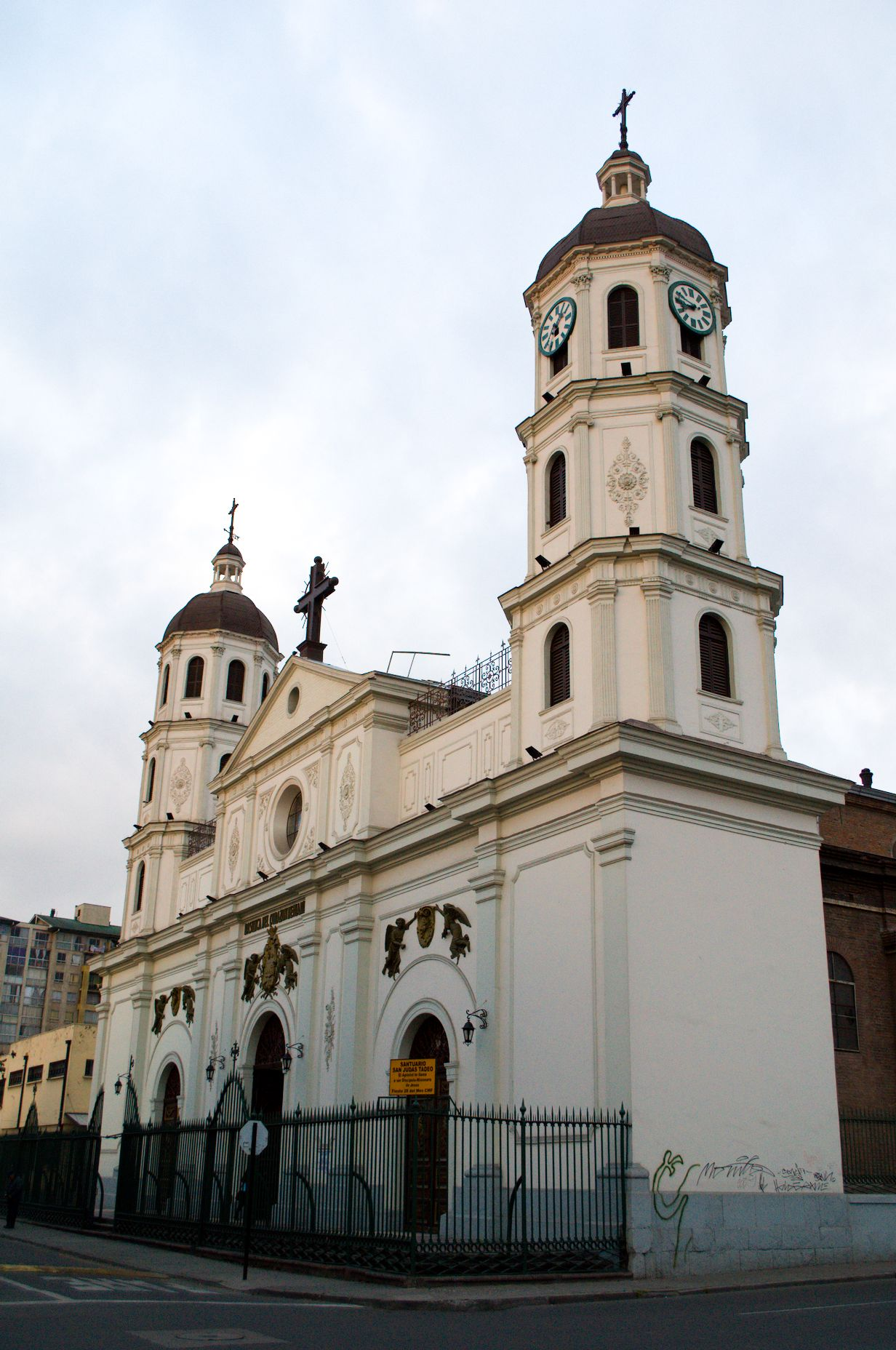
Basilica del Cuore Immacolato di Maria, Santiago
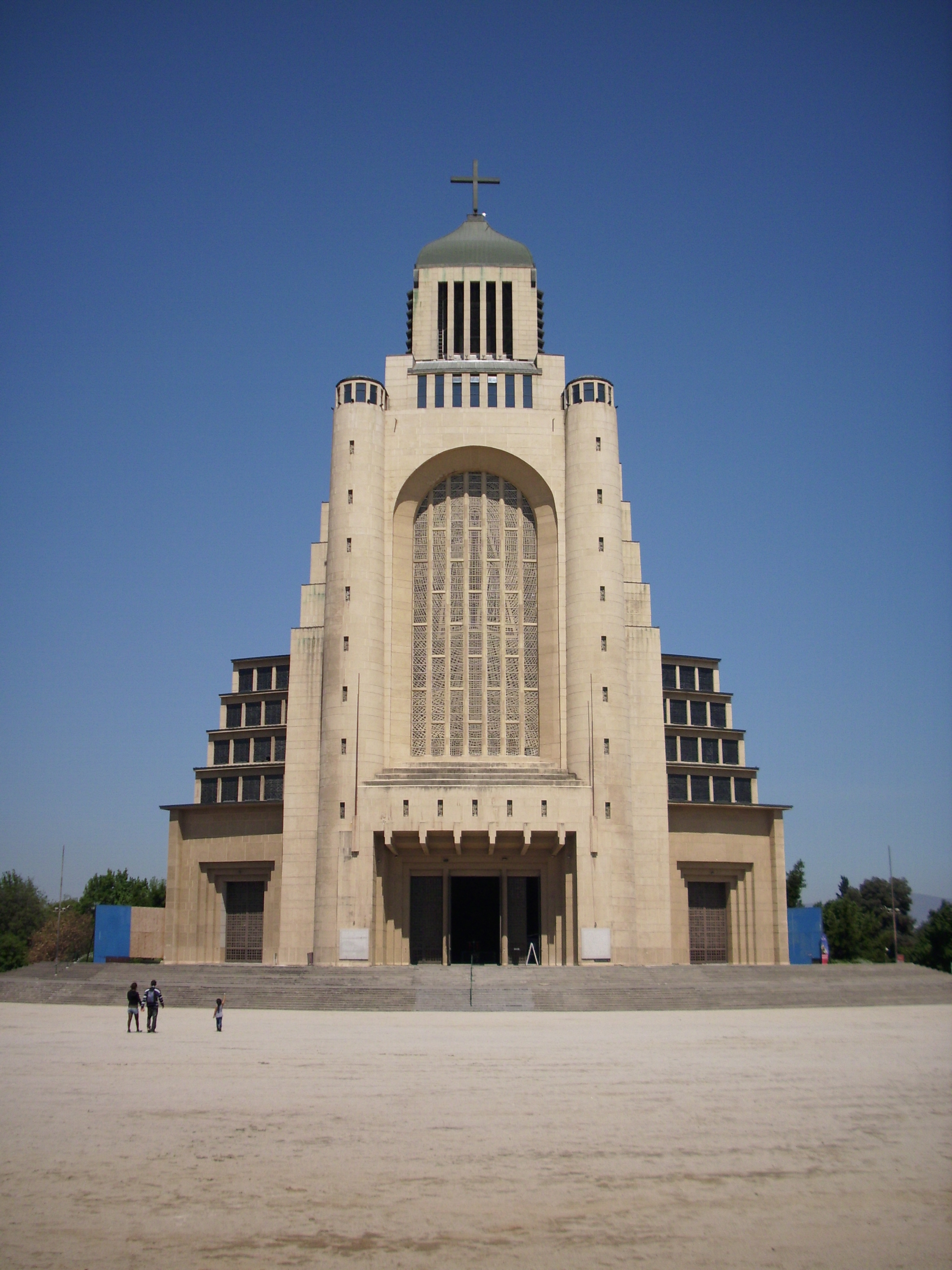
Basilica di Nostra Signora del Carmine - Santuario Nazionale di Maipú
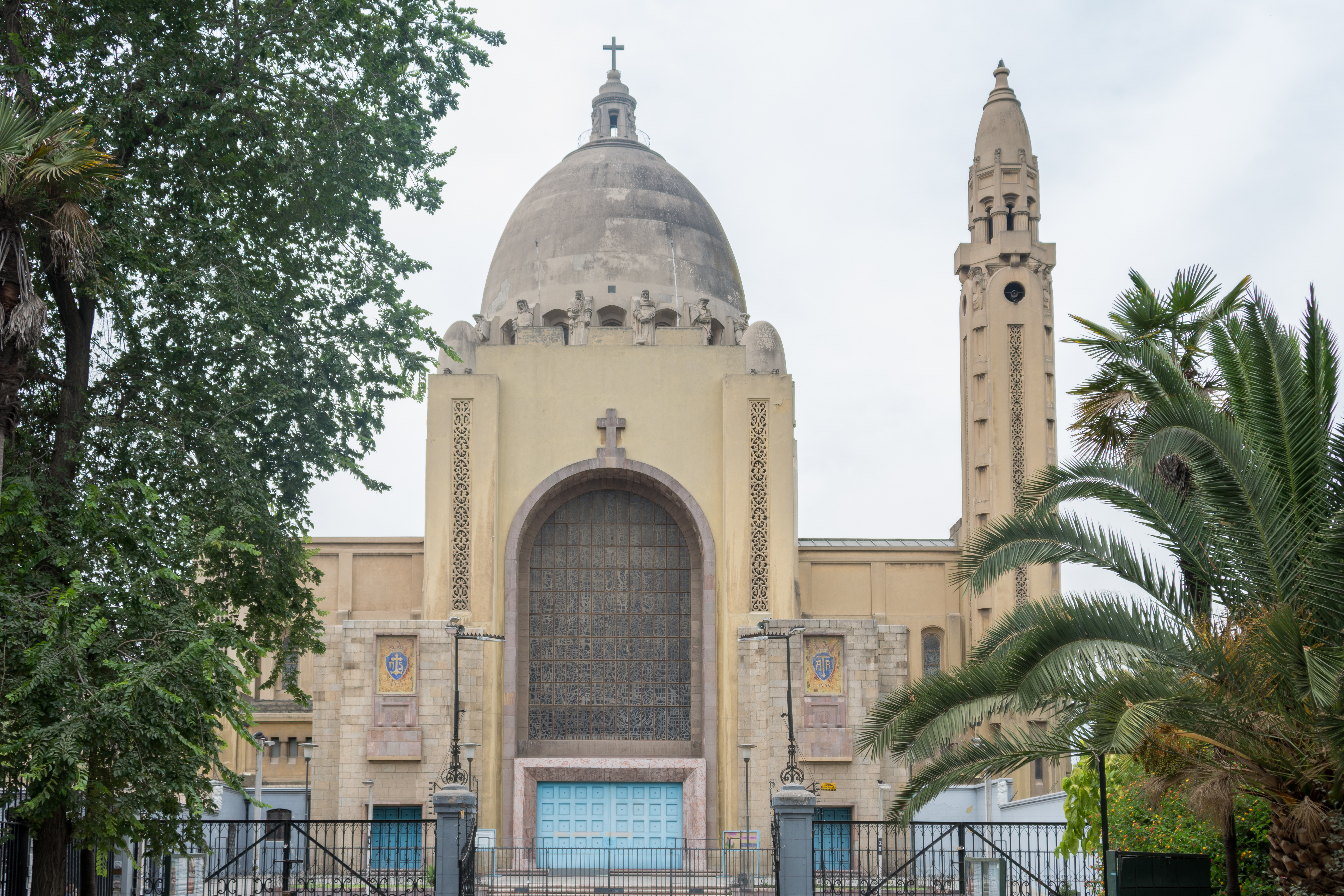
Basilica di Nostra Signora di Lourdes, Santiago
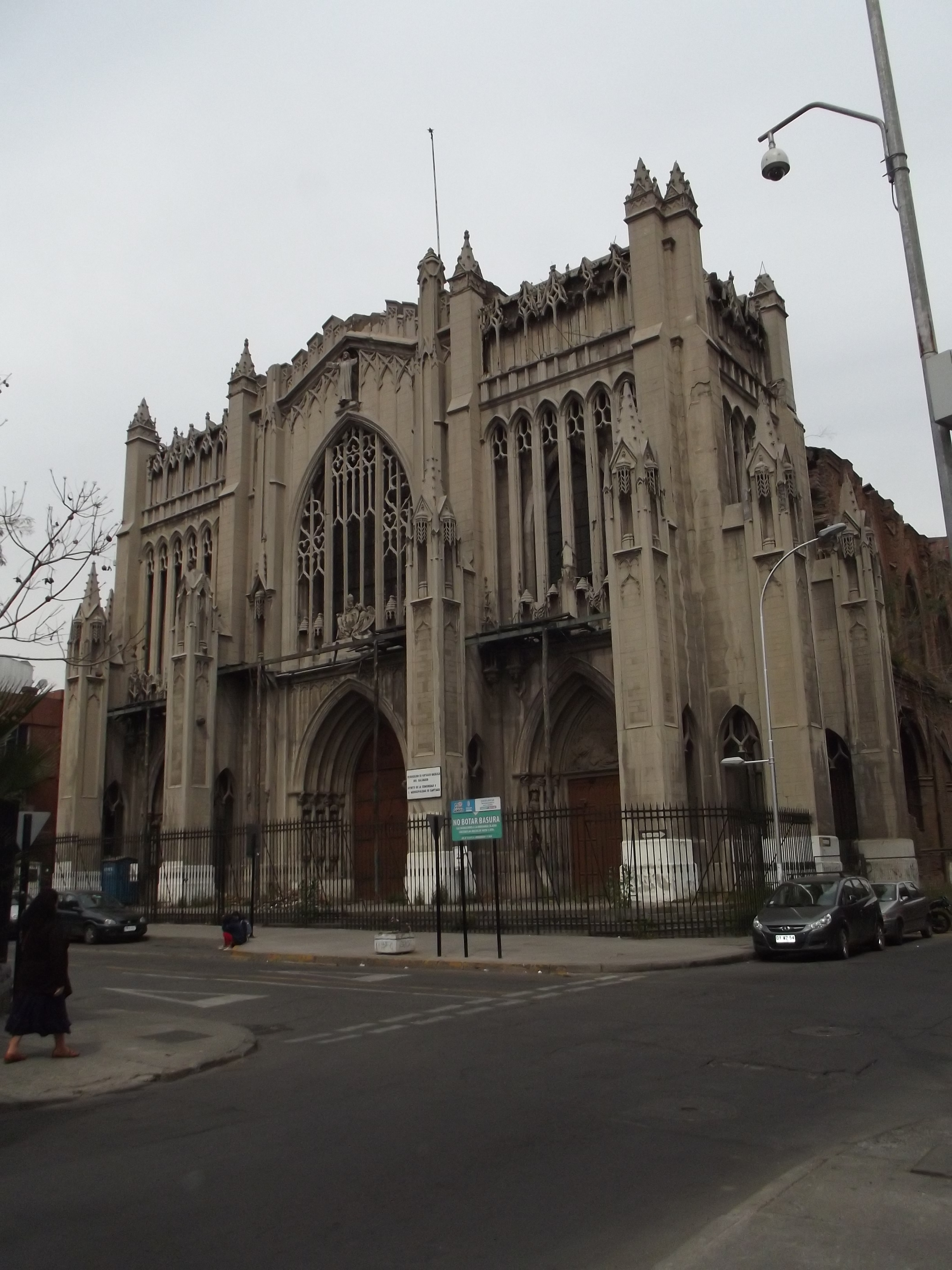
Basilica del Salvatore, Santiago